# 29408 Katoyuko
29408 Katoyuko este o planetă minoră (asteroid) din centura de asteroizi. A fost descoperită pe 3 noiembrie 1996 la Kitami Observatory⁠(d) de Kin Endate. 
Obiectul prezintă o orbită caracterizată de o semiaxă mare de 2,9788744 UAi, o excentricitate de 0,27, o înclinație de 20,78829 ° în raport cu ecliptica.